# Pravo u 1470.
◄◄ | ◄ | 1467. | 1468. | 1469. | 1470.  | 1471. | 1472. | 1473. | ► | ►►
Arhitektura • Astronomija • Glazba • Knjige • Književnost • Kršćanstvo • Medicina • Pravo • Promet • Slikarstvo • Znanost
Pravo u 1470.

## Hrvatska i u Hrvata

### Događaji
- Zakon Kaštela Mošćenic

## Vanjske poveznice
|  | Zajednički poslužitelj ima još gradiva o temi Pravo |